# Związek przyczynowy
Związek przyczynowy (zw. też związkiem przyczynowo-skutkowym) – jedna z przesłanek odpowiedzialności, obok bezprawności (działania lub zaniechania niezgodnego z prawem) i szkody (materialnej lub niematerialnej). Jest to związek pomiędzy dwoma stanami rzeczy w świecie zewnętrznym, w których jeden to przyczyna, a drugi to skutek. W uproszczeniu, można powiedzieć, że jest to związek pomiędzy zachowaniem się człowieka, bądź innym zdarzeniem będącym podstawą odpowiedzialności, a wynikłą z tego szkodą.
Doniosłość prawną ma jednak tylko tzw. adekwatny związek przyczynowy. Zgodnie bowiem z art. 361 § 1 kodeksu cywilnego Zobowiązany do odszkodowania ponosi odpowiedzialność tylko za normalne następstwa działania lub zaniechania, z którego szkoda wynikła. Sens zwrotu ograniczającego odpowiedzialność tylko do normalnych następstw wyjaśnia właśnie teoria adekwatnego związku przyczynowego.
Zgodnie z nią, aby wykazać adekwatny związek przyczynowy należy przejść dwa etapy rozumowania. 
- Pierwszy z nich polega na wykazaniu czy określony skutek w ogóle pozostaje w relacji przyczynowej do zdarzenia pierwotnego. Ustala się to stosując test sine qua non. Polega on na tym, że ustala się, czy fakt B (szkoda) pojawiłby się, gdyby nie było faktu A. Jeżeli stwierdzi się, że fakt B wystąpiłby również wtedy, gdyby nie było faktu A – znaczy to, że między tymi faktami nie ma związku przyczynowego, fakt B nie jest skutkiem faktu A.
- Dopiero, gdy wyniki testu sine qua non prowadzą do wniosku, że fakty pozostają ze sobą w związku przyczynowo-skutkowym, należy odpowiedzieć, czy związek ten jest związkiem adekwatnym, wyrażonym słowami normalne następstwa. Jest to kryterium wartościujące, na podstawie którego dokonuje się selekcji następstw. Należy wówczas przyrównać dany skutek do ustaleń wzorcowych, które tworzy się na podstawie prognozy prawdopodobieństwa wystąpienia skutku i jeżeli się w nich nie mieści odrzuca się go jako nietypowy.

Przykład krawca 
Do zrozumienia adekwatnego związku przyczynowego podaje się przykład krawca, który spóźnia się z uszyciem ubrania wskutek czego klient musi jechać późniejszym pociągiem niż pierwotnie zamierzał. Pociąg ten ulega katastrofie, a klient doznaje uszczerbku na zdrowiu. Niewątpliwie pomiędzy opóźnieniem krawca a uszczerbkiem na zdrowiu istnieje związek przyczynowy na co wskazuje wynik testu sine qua non. Gdyby bowiem krawiec się nie spóźnił, klient nie uległby wypadkowi. Związek taki nie jest jednak związkiem adekwatnym, ponieważ normalnymi, typowymi następstwami opóźnienia w uszyciu ubrania nie jest uczestniczenie w wypadku kolejowym.
W prawie karnym odpowiedzialność sprawcy za przestępstwo skutkowe zależy od obiektywnego przypisania mu skutku. 
- Na płaszczyźnie empirycznej skutek można przypisać za pomocą tzw. testu warunku właściwego: zdarzenie A jest przyczyną B, jeżeli na podstawie wiedzy i doświadczenia możemy stwierdzić, że ilekroć następuje zdarzenie A, to z empiryczną koniecznością pociąga za sobą zdarzenie B.
- Na płaszczyźnie normatywnej przypisanie skutku polega na zbadaniu, czy dane zachowanie sprawcy zwiększyło ryzyko powstania skutku w sposób znaczny (test warunku sine qua non).
- Inaczej przypisuje się skutek przy zaniechaniu sprawcy, bo między zaniechaniem a skutkiem nie ma związku przyczynowego (zaniechanie polega na nie przerwaniu biegnącego związku przyczynowego).

Przykład pechowego rannego 
Zrozumienie obiektywnego przypisania skutku w prawie karnym może ułatwić kazus pechowego rannego. Kierowca X potrącił na skrzyżowaniu pieszego Y. Rannego Y zabiera karetka pogotowia i w drodze do szpitala karetka ulega wypadkowi. Umierającego już Y zabiera do szpitala taksówkarz, który przekracza dozwoloną prędkość i rozbija auto, wskutek czego Y umiera. Niewątpliwie istnieje jakiś związek między potrąceniem Y przez X a śmiercią Y. Jednak X nie odpowie za spowodowanie śmierci Y, ponieważ w tej sytuacji w przebieg przyczynowy włączyły się osoby trzecie (kierowca karetki, taksówkarz). Podobnie skutku w postaci śmierci nie da się przypisać kierowcy karetki (w przebieg przyczynowy włączył się taksówkarz).

## Teorie związku przyczynowego

### Teorie indywidualizujące
Do przypisania skutku wystarczyło rozstrzygnąć, czy dane zachowanie było przyczyną skutku, tzn. pewnym szczególnym warunkiem rozstrzygającym o nastąpieniu skutku.

### Teorie ekwiwalencji
Zwane też są teoriami równoważności warunków oraz warunkowości w prawie karnym. Dominuje w polskiej doktrynie. Przyczyna jest sumą warunków koniecznych. Istota teorii opiera się na uznaniu za przyczynę każdego warunku koniecznego. Przedmiotem prawniczego zainteresowania nie jest każdy warunek, ale taki, który jest zachowaniem człowieka (czyn).

### Teoria adekwatności (związku adekwatnego)
Aby uznać dane zachowanie za przyczynę skutek stanowiący znamię ustawowe danego typu przestępstwa musi być typowym, normalnym, przeciętnym  następstwem określonego zachowania. Sędzia ustala, czy zgodnie z wiedzą i doświadczeniem skutek A jest typowym, normalnym następstwem zachowania B (tzw. test warunku właściwego). Odwołuje się przy tym do normatywnego wzorca osobowego przeciętnego rozważnego obywatela, ewentualnie wzbogacając go o szczególną wiedzę sprawcy z chwili czynu (tzw. besser wisser).

### Teoria relewancji
Przenosi problem przypisania skutku na płaszczyznę interpretacji tekstu prawnego zawartego w ustawie karnej. Punktem wyjścia jest ustalenie za pomocą testu warunku sine qua non uwarunkowania danego skutku przez określone zachowania się. Nie każde zachowanie prowadzące do wystąpienia skutku jest desygnatem nazwy czasownikowej użytej w ustawie karnej, a tylko takie, które jest istotne, relewantne dla odpowiedzialności karnej.

### Teoria skutków koniecznych i przypadkowych
Ograniczała odpowiedzialność karną do tzw. skutków koniecznych (wynikających z pewnych zjawisk regularnie), wyłączając ją w wypadku skutków przypadkowych, niewynikających z prawidłowości zdarzeń.

### Teoria obiektywnego przypisania skutku
Jest to współczesna wersja teorii relewancji. W jej myśl wyłącznie obiektywnie przewidywalne skutki mogą być przypisane sprawcy. Przypisanie skutku sprawcy jest możliwe dopiero wtedy, gdy w zaistniałym skutku urzeczywistniło się właśnie to stworzone przez sprawcę niebezpieczeństwo, którego powstaniu miało zapobiegać ustanowienie złamanej przez sprawcę normy postępowania. Przypisywalne będą te skutki, które wynikły z zachowań wywołujących (lub zwiększających już istniejące) niebezpieczeństwo ponad dopuszczalną normę. Do przypisania skutku konieczne jest naruszenie reguły postępowania mającej chronić określone dobro prawne przed konsekwencjami, które właśnie nastąpiły.